# Opius sulcifer
Opius sulcifer är en stekelart som beskrevs av Fischer 1975. Opius sulcifer ingår i släktet Opius och familjen bracksteklar. Inga underarter finns listade i Catalogue of Life.